# ヘテロスポリス症
ヘテロスポリス症（ヘテロスポリスしょう、英語: heterosporiosis）とはHeterosporis anguillarum感染を原因とするウナギの感染症。べこ病とも呼ばれる。体表が陥没して凹凸が認められる。